# Bergsteigerfriedhof Johnsbach

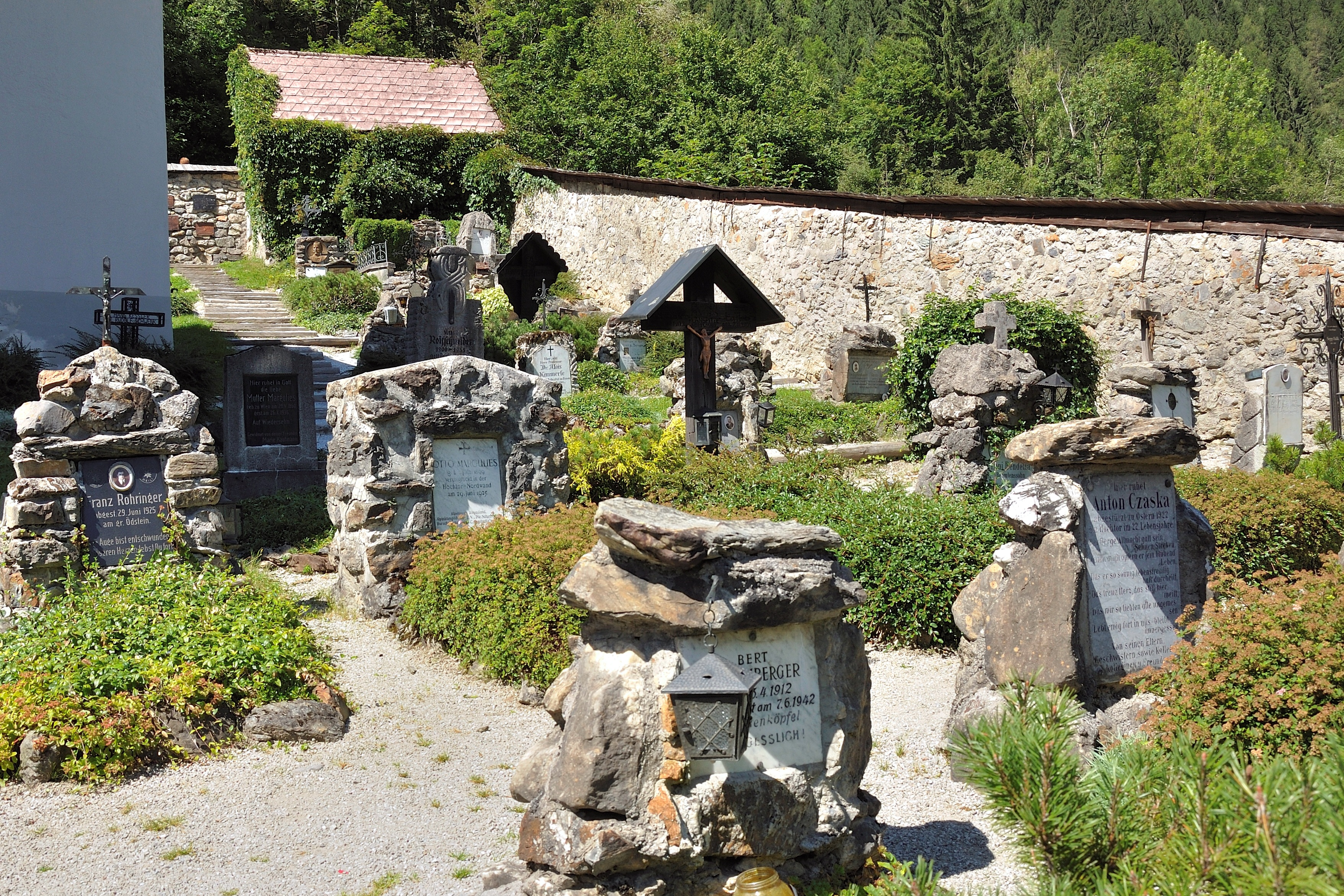
Gräber des Bergsteigerfriedhofs Johnsbach (2012)

Der Bergsteigerfriedhof Johnsbach ist der größte Bergsteigerfriedhof Österreichs. 

## Lage und Nutzung
Er liegt in der ehemals selbständigen Gemeinde Johnsbach (heute Teil der Marktgemeinde Admont) im Gesäuse in der Steiermark.
Der Dorffriedhof um die Pfarrkirche Heiliger Ägydius liegt gegenüber dem Kirchengrat auf dem Großen Ödstein, in einer der Pionierregionen des frühen Alpinismus. Eine seit dem Jahr 1810 geführte Verunglücktenliste enthält hunderte Namen. 1885 wurde neben Einheimischen auch der erste Bergtote bestattet. Bekanntester Toter ist der Maler Gustav Jahn. An Fritz Kasparek erinnert eine Gedenktafel. 2010 wurde das 200-jährige Bestehen des Friedhofs begangen.
Auf dem Bergsteigerfriedhof wurden insgesamt 83 verunglückte Touristen begraben. Mit Stand 2016 sind 49 Gräber mit 59 Toten, die Verunglückten wurden teils zusammen im selben Grab bestattet, erhalten. Einige Gräber wurden im Laufe der Zeit wieder aufgelöst. An sie erinnern teilweise Gedenktafeln an der Friedhofsmauer. Gedenktafeln gibt auch es für Bergsteiger, die andernorts beigesetzt sind, aber mit dem Gesäuse eng verbunden waren. Auch einige Bergretter haben hier ihre letzte Ruhe gefunden. Das Ensemble mit zahlreichen alten, individuell gestalteten Grabsteinen steht unter Denkmalschutz.